# Бурханов, Камал Низамович
Камал Низамович Бурханов (31 марта 1954 — 21 января 2020) — казахстанский учёный, историк, политолог, государственный деятель. Доктор политических наук (1997), профессор.

## Образование
1977 — Ташкентский государственный университет им. В. И. Ленина, историк.
2003 — Московский государственный социальный университет, юрист.
1988 — кандидат исторических наук. Тема диссертации: «Развитие общественно-политической активности сельских тружеников Казахстана (1971—1980 гг.)»
1997 — доктор политических наук. Тема диссертации: «Эволюция социально-политической системы Казахстана в XX веке», 1997 г.)
1999 — академик Академии социальных наук Казахстана.

## Трудовая деятельность
1977—1978 — научный сотрудник Государственного музея искусств КазССР им. Кастеева
1978—1979 — старший лаборант Института истории, археологии и этнографии Академии наук Казахстана
1979—1995 — старший лаборант, ассистент, старший преподаватель, доцент, зам. декана, зав. кафедрой политической истории, доцент Казахского национального университета им. аль-Фараби
1995—2000 — декан исторического факультета Казахского национального университета им. аль-Фараби
1997—2002 — проректор — директор Алматинского филиала Московского государственного социального университета
1999—2001 — директор Института России и Китая
1999—н/в — вице-президент Академии социальных наук Республики Казахстан
2000—2001 — декан факультета философии и политологии Казахского национального университета им. аль-Фараби
2001—2002 — зав. кафедрой политологии Казахского национального университета им. аль-Фараби
2002—2004 — директор Института России и Китая
2002—2004 — профессор, декан юридического факультета Алматинского государственного университета им. Абая
2002—2006 — член политсовета партии «Отан»
2004—2006 — главный эксперт секретариата Ассамблеи народов Казахстана Администрации Президента Республики Казахстан
2004—2006 — профессор Евразийского национального университета им. Л. Н. Гумилева
2006—2007 — директор Института истории и этнологии им. Ч. Ч. Валиханова
2007—2011 — депутат Мажилиса Парламента Республики Казахстан 4-го созыва, член Комитета по международным делам, обороне и безопасности
2012—2016 — депутат Мажилиса Парламента Республики Казахстан 5-го созыва, член Комитета по социально-культурному развитию
2016 — заместитель директора по развитию Казахстанского филиала МГУ им. М. В. Ломоносова
2016—н/в — директор Института политических, социальных и исторических исследований

## Награды
2001 — медаль «Қазақстан Республикасының тәуелсіздігіне 10 жыл»
2004 — нагрудный знак «Почётный работник образования Республики Казахстан»
2005 — медаль «Қазақстан Конституциясына 10 жыл»
2008 — медаль «Астананың 10 жылдығы»
2009 — нагрудный знак «Почётный деятель науки Республики Казахстан»
2010 — орден «Курмет»
2011 — медаль «Қазақстан Республикасының тәуелсіздігіне 20 жыл»
2015 — медаль «Қазақстан Конституциясына 20 жыл»
2015 — медаль «Қазақстан халқы Ассамблеясына 20 жыл»
2015 — звание «Қазақстанның еңбек сіңірген қайраткері»
2016 — медаль «Қазақстан Республикасының тәуелсіздігіне 25 жыл»
2017 — Памятный знак «МПА СНГ. 25 лет» (27 марта 2017 года, Межпарламентская ассамблея СНГ) — за содействие в деятельности Межпарламентской Ассамблеи и её органов